# 独潴洋
独潴洋：中国航海古籍中对于今海南省万宁市东南海中的大洲岛周边形成的洋面的称谓，也可指大洲岛本身。

## 航海指南
成书于嘉靖十五年（1536年）的《海语》，记述海中荒忽奇谲情况极为详细，作者是明代官员、广州府南海县人黄衷（1474—1553）。书中对独潴洋有如下记载：
|  | 暹罗国在南海中，自东筦之南亭门放洋，南至乌潴、独潴、七洲，星盘坤未针至外罗，坤申针四十五程至占城。 |

《四夷广记·广东东莞县至暹罗针路》记载：
|  | 自广东东莞县之南亭门放洋，南至乌潴洋、独潴洋、七洲洋，星盘坤未针至外罗。坤申针四十五程至占城旧港。 |